# 韓卓
韓卓（？—？），字子助，陳留郡（今河南省开封市东南）人，东汉政治人物。
符融推荐郡士范冉、韩卓、孔伷等三人，他们辞病自绝。也受到党锢之祸。韓卓臘日奴仆竊食祭祀其母，韓卓敬佩其心，即日免除奴仆。中平二年（185年），汉阳边章、韩遂与羌胡东侵三辅，汉灵帝派车骑将军皇甫嵩西讨。皇甫嵩请发动乌桓三千人相助。北军中侯邹靖上言：“乌桓众弱，应该开募鲜卑。”大将军掾韩卓上议：“乌桓兵寡，与鲜卑世为仇敌，如果乌桓被征发，鲜卑一定攻打乌桓的老家。乌桓知道后，当复弃军还救。不止无益于实，更折损三军士气。邹靖近边塞，知道他们的狡诈。如果令邹靖募鲜卑轻骑五千，必有破敌之效。”应劭上书反驳。